# 72 до н. е.

## Події
- Марк Теренцій Варрон Лукулл — проконсул Македонії.
- Повстання рабів у Римі. Війська Спартака нараховують 200000 воїнів. Похід армії Спартака на північ. Похід до Південної Італії.
- Консули Луцій Геллі Публікола і Гней Корнелій Лентул Клодіан. Претори  Квінт Аррій і Гней Манлій. Цезар обраний понтифіком на місце, що звільнилося після смерті Гая Аврелія Котта.
- Вбивство Серторія змовниками на чолі з Марком Перперною. Помпей розбиває серторіанців.
- Ватажок війська свевів Аріовіст з 15 тис. чол. прийшов у Галію  на запрошення кельтських племен арвернів  і секванів, що воювали з едуями.  Гельвети переміщуються в Швейцарію.
- Римляни під командуванням Луція Лукулла нападають на Понт і займають частину країни.
- Поразка понтійської армії під Кабірою і окупація Понтійського царства римлянами.

## Померли
Марк Перперна Вентон — римський полководець.